# 安雅·施奈德海因策
安雅·施奈德海因策-施特克尔（德語：Anja Schneiderheinze-Stöckel，1978年4月8日—），德国女子雪车运动员。她曾代表德国参加2006年和2014年冬季奥林匹克运动会雪车比赛，其中2006年冬季奥运会获得一枚金牌。